# 陳梓進
陳梓進（英語：Danny Chan，1986年2月17日—)，出生於英屬香港，是香港社會運動人士，曾經是「我哋係香港人，唔係中國人。」的發言人，現在為「港人自決、藍色起義」發言人。

## 生平
陳梓進曾就讀葵涌裘錦秋中學 (葵涌)，中五畢業後前往珠海書院進修，現職為電腦技術員。
陳梓進於2012年7月29日成立Facebook組織「我哋係香港人，唔係中國人。」並擔任其發言人，組織分別在2012年10月1日及2013年香港元旦大遊行，到香港島西環中聯辦外示威，要求中聯辦應該遵守《基本法》22條，除了國防及外交，不應該干預香港內部事務，亦有示威者高呼要求中聯辦撤出香港的口號。
2013年3月1日，陳梓進與其他5位「我哋係香港人，唔係中國人。」組織成員因為與張漢賢想法相違背，並稱張漢賢在組織內與不少群組成員有錢銀瓜葛，對張漢賢缺乏信心所以決定退出群組。

## 社運
對於參與示威遊行的動機，陳梓進表示近日發生很多讓香港民眾不滿的事件，包括與深圳相連的新界上水充斥大陸水貨客、陸客自由行一簽多行等問題。他認為，香港與中國大陸之界線越來越模糊，抗議行動目的是「守護香港界線」。
陳梓進也表示「香港人身份認同感上升最快，主要是由於近年赴港的大陸自由行旅客很多不文明的舉動，例如不守秩序、小孩隨處大小便等，激化港人對中國大陸的排斥。」陳梓進認為，中共建國之後，「中國人」這個身份被政治化，自認中國人等如認同中共政權，所以他的群組稱為「我們是香港人，不是中國人。」他不會否認自己的血緣、地緣與中國大陸這片土地的聯繫，但「你可以說我是華人、說我是唐人，但你絕對不可以說我是中國人。」「在目前的社會氣氛下，需要用激烈的示威方式刺激當權者注意，無論有沒有高舉港英旗幟示威，北京當局都會收緊香港的自由、民主進程。我們走出來只是希望做一件事情，就是叫醒一些香港人，其實中共是一直收緊香港的自由。」他認為高舉香港旗 (又稱:港英旗) 幟示威達到預期效果，「我覺得我們某程度上是成功了，但當然不是完全的勝利，是某程度我們知道執政者、當權者是會留意這一群人在做甚麼，希望他們從而理解到我們的信息，改善施政。」

### 2009
2009年8月24日，陳梓進為了加強香港人的身份認同，創辦了非牟利網上電台HKCitizen。電台節目以Podcast形式發放，聽眾可以在智能手機或網頁收聽。其中一個節目名為《英籍香港人》，節目內容屬於英屬香港年代的美好。]HKCitizen是香港少數採用Creative Commons創意共享授權方式發佈版權的網站形式發放，目的是提倡知識共享和意見交流。根據Creative Commons條款下，聽眾可以轉載開台的節目作非牟利（NonCommercial）用途，無需預先得到開台同意，惟必須註明出處（Attribution）及不得修改作品（NoDerivs）。

### 2012
10月1日，在中共建政63周年，逾40名市民來到中聯辦外揮舞港英旗「贈興」。他們高喊「我係香港人，唔係中國人」遊行發起人陳梓進表示，自由行湧港令物價飛升，新界東北發展會變成雙非富豪城，害港人「雞毛鴨血」，「香港人仲忍得到咩」。
10月28日，港台節目《城市論壇》昨討論前港澳辦副主任陳佐洱指香港有港獨情況的言論；嘉賓之一的全國政協劉夢熊，不時在席間與「我哋係香港人、唔係中國人」組織發言人陳梓進，就香港有否港獨情況唇槍舌劍。

### 2013
1月1日，陳梓進在2013年香港元旦大遊行宣讀遊行宣言時表示，香港主權移交中國15年半，北京當局不斷以「一國」強調香港的主權所屬，欲置「兩制」消失於無形，僭越《中英聯合聲明》及《基本法》訂明的權責。若不停止干預香港內部事務，將會動員香港市民向聯合國申訴，要求國際介入，處理北京違反《中英聯合聲明》的問題。
3月1日，陳梓進宣佈與四位核心成員退出「我們是香港人，不是中國人。」群組。當年6月，身為「港人自決、藍色起義」組織發言人的他表示，不同意支聯會「每年營營役役」搞燭光晚會，將於六四當晚八時在尖沙嘴鐘樓另起爐竈舉辦悼念活動。
6月4日，「港人自決．藍色起義」促成昨晚的尖沙嘴六四悼念活動，加上香港泛藍聯盟等親台組織參與，昨晚尖沙嘴的悼念活動有約700人到場，出席者以年輕人為主。在晚上8時集會開始前，突然下大雨，集會人士紛紛避到文化中心屋簷下，繼續點起爉燭。整個集會沒有歌聲及口號，出席者可自由發言。出席人士知悉維園集會提早完結，仍繼續集會至約晚上9時半。響應「港人自決．藍色起義」的市民，一度由鐘樓起步，朝廣東道方向慢步圍繞文化中心一圈悼念六四。群組發言人Max強調，於尖沙嘴發起悼念活動並非針對支聯會，只是希望為悼念六四活動注入一點新意。

### 2014
6月4日八九民運25周年，團體「港人自決藍色起義」與支聯會維園悼念活動同步，在港鐵上水站舉行悼念活動，希望方便自由行及內地人跨境參加悼念活動。
7月1日陳梓進和數名友人手持「Hong Kong for Hong Kongers」標語，未叫任何口號，卻挑起對方情緒，一名怒漢突然走到陳旁邊指罵，更向他數次吐口水和掌摑他一下，在場警員立即將他拉走至附近後巷，最後警員要求陳等人走遠些以免再生危險。但傅振中突然衝出鐵馬，要求警方拉陳梓進，高叫他打人，最後被警方攔阻。

### 2015
2015年6月14日，香港本土派團體「紅磡人紅磡事」進行快閃抗議，甫到場先展示「楊光先生千古」花牌，之後將花牌字句撕走，變成「大紫荊殺人魔頭楊光　港英餘孽陳梓進賀」，以及「菠蘿狂徒殺人犯楊光　紅磡人紅磡事全體仝人贈」。示威者放下花牌離開後，工作人員迅速撕走字句並棄置花牌。

### 2020
5月陳梓進友人Stephanie參選長安邨法團後，曾被人在邨內張貼街招抹黑。

## 被捕帶署

### 2014年4月
「港人自決藍色起義」成員鍾健平和陳梓進，以及獨立音樂人黃俊珏，早前被裁定2013年七一遊行期間參與非法集結被裁定罪成。三人均獲評為適合接受社會服務令，被判履行社會服務令80小時「港人自決藍色起義」兩成員及獨立音樂人於2013年七一遊行時，因在銅鑼灣崇光百貨對開聚集，被裁定非法集結罪成。原審時裁判官曾下令控方披露警方行動指令的內容，但因控方拒絕，裁判官最終容許控方只須交出刪減了部份內容的版本。3人昨提上訴，質疑裁判官做法，並透露警方在文件中表示，以膠帶或鐵馬封路有不同政治含意，顯示當日行動或別有用心。3名上訴人鍾健平、陳梓進及音樂人黃俊珏（29至35歲），已完成被判處的80小時社會服務令

## 關係

### 張漢賢
- 2012年7月29日，陳梓進與張漢賢等人成立了我哋係香港人，唔係中國人。網上facebook群組希望集合網民力量，改變香港社會親中的局面。
- 2013年3月1日，在我哋係香港人，唔係中國人。群組內充當發言人的陳梓進表示因群組裏「有其他已知不能解決的問題，致未能有效發揮應有力量」及發現張漢賢在廣州市海珠區國家稅務局工作人，宣佈和與另外四名核心成員正式退出群組。翌日，陳梓進向東周刊指退出是因張漢賢與不少群組成員有錢銀瓜葛，對張漢賢缺乏信心，所以決定退出群組。

## 外部連結
- . Facebook.   [2013-02-08]. （原始内容存档于2014-11-27）.
- . Facebook.   [2013-04-01]. （原始内容存档于2019-09-02）.